# Tresor Egholm
Tresor Egholm (3 settembre 1982) è un allenatore di calcio e calciatore norvegese, di ruolo centrocampista.

## Carriera

### Giocatore

#### Club
Egholm giocò con le maglie di Korsvoll e Lyn. Il 2 dicembre 2013, firmò un contratto biennale con l'Alta, valido a partire dal 1º gennaio successivo.

#### Nazionale
Gioca per la Nazionale di calcio a 5 della Norvegia.

### Allenatore
Il 17 giugno 2015 è tornato al Lyn nella doppia veste di giocatore e allenatore, in tandem con Mikal Aaserud.